# Haricot Du Couvent Vogel
Le haricot Du Couvent Vogel, haricot Du Couvent ou Klosterfrauen est une variété ancienne de plante potagère grimpante cultivée couramment en Suisse entre 1912 et 1957. Les graines à maturité sont de forme oblongue, bicolores rouge/violacé et blanc, et présentent un dessin pouvant évoquer la cornette des religieuses. La récolte peut s'effectuer en vert ou à maturité.

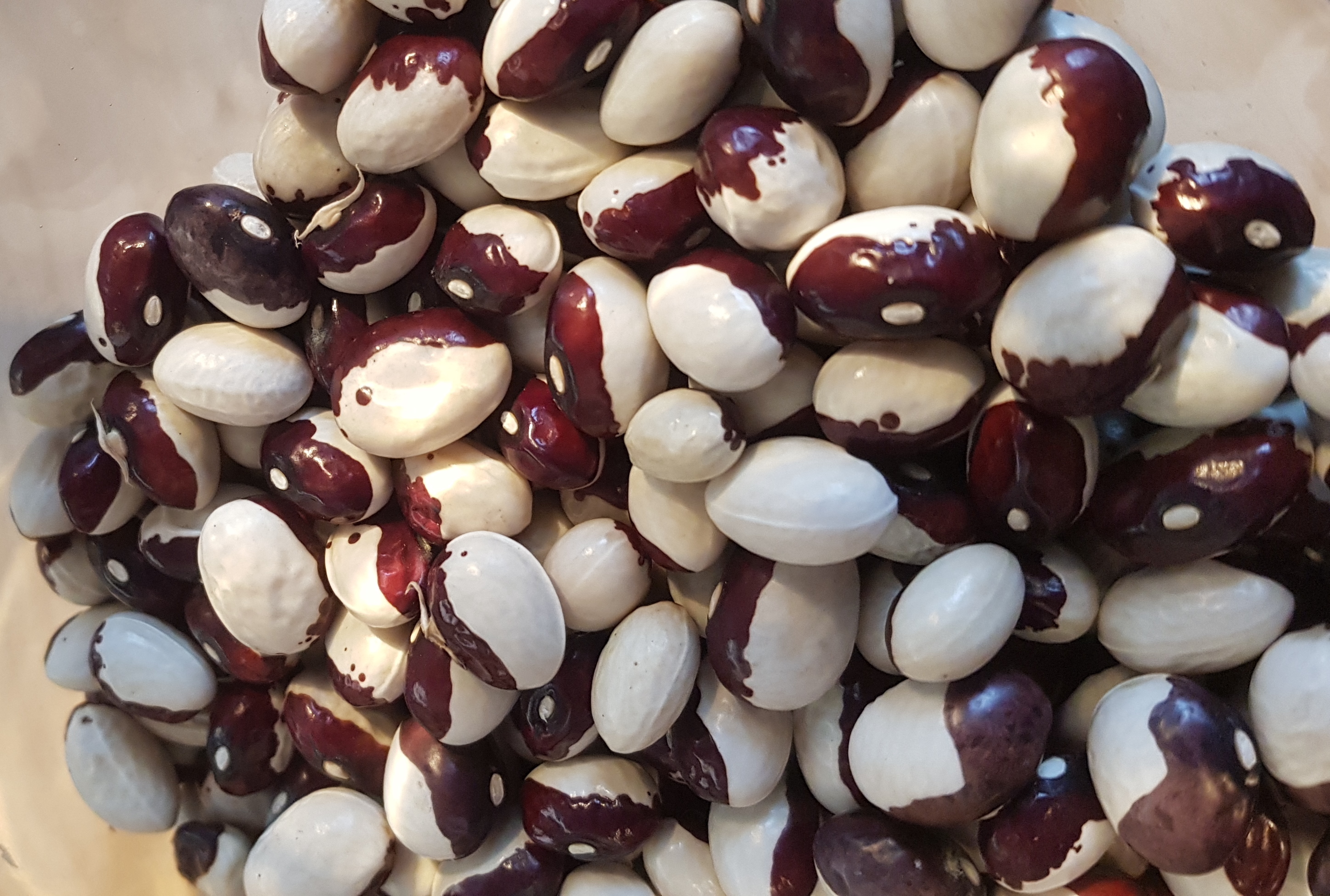
Haricots à rame "Klosterfrauen" cultivés en Suisse en 2020.

## Habitat
Les haricots Klosterfrauen se développent dans un climat continental à la suite d'un semis possible d'avril à août pour une terre réchauffée au-dessus de 10°c. 

## Gastronomie
Après récolte, les grains doivent être trempés plusieurs heures et cuits à l'eau. Ils ont une texture soyeuse sous la dent et peuvent se consommer chauds ou froids. 

## Diffusion
En Suisse, il est diffusé sous l'appellation - Haricot cultivé à rames Du Couvent Vogel GE-189 sous le label Pro Specie Rara.